# Seeadler Harbor

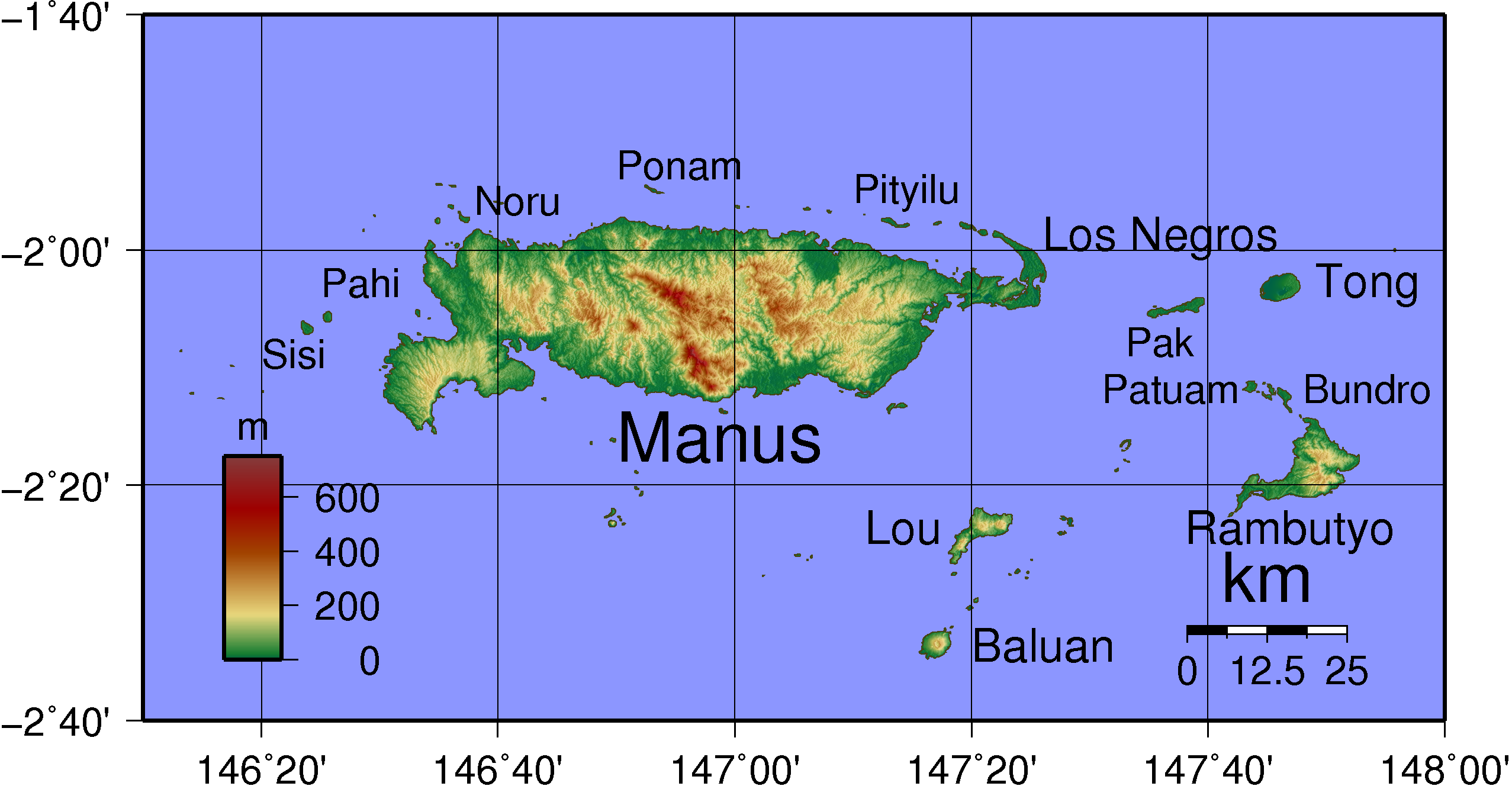
Karte von Manus – Seeadlerhafen im äußersten Nordosten der Insel

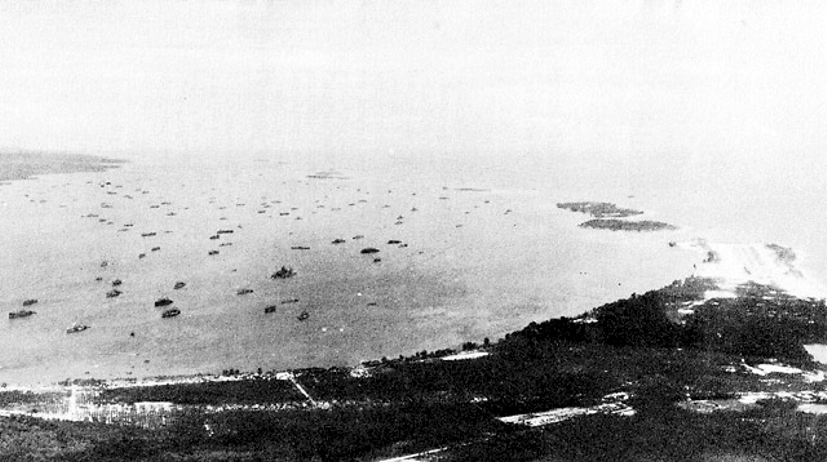
Luftaufnahme von Seeadler Harbor, ca. 1945. Die Los-Negros-Insel im Vordergrund.

Seeadler Harbor (auch Port Seeadler bzw. in der deutschen Kolonialzeit Seeadlerhafen) ist eine Bucht nördlich der Insel Manus. Es handelt sich dabei um die Hauptinsel der zu Papua-Neuguinea gehörenden Admiralitätsinseln im Bismarck-Archipel.
Den nordöstlichen Rand des Hafens bildet die Los-Negros-Insel, die von der Insel Manus durch die Lonui-Passage getrennt ist. Den nördlichen Rand des Hafens bilden die Inseln Ndrilo und Koruniat.

## Geschichte
Benannt ist die Bucht nach dem Schiff Seeadler. Im Januar 1900 hatte die deutsche Verwaltung eine Strafexpedition zu den Admiralitätsinseln geschickt, unter anderem den Korvettenkapitän Schack, der von Kokopo (damals Herbertshöhe) mit seinem Schiff die Insel anlief.
Am 25. Oktober 1911 wurde dort eine Regierungsstation des Deutschen Reiches errichtet. Das Personal der Station bestand neben dem Stationsleiter aus einem Polizeimeister, einem Sanitätsgehilfen und 50 einheimischen Polizeisoldaten. Als im August 1914 der Erste Weltkrieg ausbrach, zerstörte die dort stationierte Einheit die Gebäude, noch bevor die Australier die Inseln besetzten.
Im April 1942 besetzten japanische Einheiten die Insel und bauten den Hafen aus. Im Rahmen der Operation Brewer, der Schlacht um die Admiralsinseln, wurde der Hafen von den Amerikanern besetzt. Sie bauten dort einen wichtigen Marine-Stützpunkt zur Eroberung der japanischen Festung Rabaul am nördlichsten Punkt der Insel Neubritannien und zur Eroberung der Philippinen. Auf der Insel wurde ein Luftwaffenstützpunkt eingerichtet und am Rand die Lombrum Seaplane Base.
Am 10. November 1944 kam es zu einer Katastrophe, als das Munitionsschiff Mount Hood explodierte, zahlreiche Matrosen tötete und einige Schiffe versenkte.
Nach dem Krieg wurde die Basis von den Amerikanern geräumt. In der Bucht finden sich aber noch Schiffswracks, die von den heftigen Kämpfen zeugen. Nach Sanierungsarbeiten ab 1950 wurde die Basis durch die Royal Australian Navy genutzt und zunächst HMAS Seeadler genannt, kurze Zeit später aber in HMAS Tarangau umbenannt. Die Basis wird heute als Lombrum Naval Base von den Marinestreitkräften Papua-Neuguineas genutzt.